# Seznam medailistů na mistrovství světa v biatlonu – družstvo mužů
Seznam medailistů na mistrovství světa v biatlonu ze štafet mužů představuje chronologický přehled stupňů vítězů ve štafetách mužů na mistrovství světa konaného pravidelně od roku 1989 do roku 1998.

## Družstva - běh
| Rok a místo         | Zlato                                                                   | Stříbro                                                               | Bronz                                                                     |
| ------------------- | ----------------------------------------------------------------------- | --------------------------------------------------------------------- | ------------------------------------------------------------------------- |
| 1989 Feistritz      | Jurij Kaszkarow Siergiej Bułygin Aleksander Popow Siergiej Czepikow     | Franz Wudy Herbert Fritzenwenger Georg Fischer Fritz Fischer          | Andreas Heymann Andre Sehmisch Raik Dittrich Steffen Hoos                 |
| 1990 Oslo           | Raik Dittrich Mark Kirchner Birk Anders Frank Luck                      | Tomáš Kos Ivan Masařík Jiří Holubec Jan Matouš                        | Christian Dumont Stéphane Bouthiaux Hervé Flandin Thierry Gerbier         |
| 1991 Lahti          | Hubert Leitgeb Gottlieb Taschler Simon Demetz Wilfried Pallhuber        | Sverre Istad Jon Åge Tyldum Ivar Ulekleiv Frode Løberg                | Anatolij Żdanowicz Siergiej Tarasow Siergiej Czepikow Walerij Miedwiedcew |
| 1992 Novosibirsk    | Jewgienij Redkin Anatolij Żdanowicz Aleksander Popow Aleksiej Tropnikow | Frode Løberg Jon Åge Tyldum Sylfest Glimsdal Gisle Fenne              | Aivo Udras Urmas Kaldvee Hillar Zahkna Kalju Ojaste                       |
| 1993 Borowec        | Fritz Fischer Frank Luck Steffen Hoos Sven Fischer                      | Aleksiej Kobielew Walerij Kirijenko Siergiej Łoskin Siergiej Czepikow | Gilles Marguet Thierry Dusserre Xavier Blond Lionel Laurent               |
| 1994 Canmore        | Pieralberto Carrara Hubert Leitgeb Andreas Zingerle Wilfried Pallhuber  | Władimir Draczew Aleksiej Kobielew Walerij Kirijenko Siergiej Tarasow | Jens Steinigen Marco Morgenstern Peter Sendel Steffen Hoos                |
| 1995 Anterselva     | Frode Andresen Dag Bjørndalen Halvard Hanevold Jon Åge Tyldum           | Petr Garabík Roman Dostál Jiří Holubec Ivan Masařík                   | Thierry Dusserre Franck Perrot Lionel Laurent Stéphane Bouthiaux          |
| 1996 Ruhpolding     | Petr Iwaszko Aleh Ryżenkau Aleksander Popow Wadim Saszurin              | Władimir Draczew Pawieł Muslimow Wiktor Maigurow Siergiej Rożkow      | René Cattarinussi Hubert Leitgeb Pieralberto Carrara Patrick Favre        |
| 1997 Brezno-Osrblie | Aleh Ryżenkau Petr Iwaszko Aleksander Popow Wadim Saszurin              | Carsten Heymann Mark Kirchner Frank Luck Peter Sendel                 | Wiesław Ziemianin Jan Ziemianin Wojciech Kozub Tomasz Sikora              |
| 1998 Hochfilzen     | Egil Gjelland Halvard Hanevold Sylfest Glimsdal Ole Einar Bjørndalen    | Ricco Groß Carsten Heymann Sven Fischer Frank Luck                    | Władimir Draczew Aleksiej Kobielew Siergiej Rożkow Wiktor Maigurow        |